# Vienna Open 2015
Il Vienna Open 2015, noto anche come Erste Bank Open per motivi di sponsorizzazione, è stato un torneo di tennis che si è giocato su campi di cemento al coperto. È stata la 41ª edizione del Vienna Open e faceva parte delle ATP World Tour 500 series dell'ATP World Tour 2015. Gli incontri si sono svolti nella Wiener Stadthalle di Vienna, in Austria, dal 19 al 25 ottobre 2015.

## Partecipanti

### Teste di serie
| Nazionalità | Giocatore          | Ranking* | Testa di serie |
| ----------- | ------------------ | -------- | -------------- |
| Spagna      | David Ferrer       | 8        | 1              |
| Sudafrica   | Kevin Anderson     | 10       | 2              |
| Stati Uniti | John Isner         | 13       | 3              |
| Francia     | Jo-Wilfried Tsonga | 15       | 4              |
| Austria     | Dominic Thiem      | 18       | 5              |
| Francia     | Gaël Monfils       | 19       | 6              |
| Croazia     | Ivo Karlović       | 21       | 7              |
| Italia      | Fabio Fognini      | 26       | 8              |

* Ranking al 12 ottobre 2015.

### Altri partecipanti
I seguenti giocatori hanno ricevuto una wildcard per il tabellone principale:
- Tommy Haas
- Gerald Melzer
- Dennis Novak

I seguenti giocatori sono passati dalle qualificazioni:

- Kenny de Schepper
- Lucas Miedler
- Jan-Lennard Struff
- Yūichi Sugita

## Campioni

### Singolare
David Ferrer ha sconfitto in finale  Steve Johnson per 4–6, 6–4, 7–5.
- È il ventiseiesimo titolo in carriera per Ferrer, il quinto del 2015.

### Doppio
Łukasz Kubot /  Marcelo Melo hanno sconfitto in finale  Jamie Murray /  John Peers per 4–6, 7–6(3), [10–6].